# 정재윤 (축구 선수)
정재윤(2002년 5월 7일 ~ )는 대한민국의 축구 선수로, 포지션은 미드필더이다. 현재 충남 아산 FC 소속이다.